# ベラ・ダヴィドヴィチ
ベラ・ミハイロヴナ・ダヴィドヴィチ（ロシア語: Бе́лла Миха́йловна Давидо́вич、Bella Mikhaylovna Davidovich、1928年7月16日 - ）はアゼルバイジャン出身のユダヤ系ピアニスト。

## 経歴
アゼルバイジャンのバクー出身。6歳よりピアノを始め、3年後にはベートーヴェンの《ピアノ協奏曲 第1番》をオーケストラと共演してデビューした。1939年よりモスクワに移って音楽教育を受け続け、1949年にハリーナ・チェルニー＝ステファンスカと並んで、第4回ショパン国際コンクールの覇者となった。1949年にモスクワ音楽院を首席で卒業し、ソ連と東欧で首尾よく活動を開始した。翌年よりモスクワ音楽院で教鞭を執り始め、レニングラード・フィルハーモニー管弦楽団とも共演した。
ヴァイオリニスト、ユリアン・シトコヴェツキー（1925年 - 1958年）と結婚した。ヴァイオリニストのディミトリ・シトコヴェツキーは息子である。1978年にアメリカ合衆国に亡命して米国籍を取得。1982年よりニューヨークのジュリアード音楽院で教鞭を執り、現在に至る。
近年は演奏家としてあまり活動しなくなったが、以前はショパンの専門家として知られ、安定した演奏技術の上に、スケールの大きさと彼女特有の美観を併せ持つ演奏をした。また、"フランツ・リストの再来"と絶賛されたことのあるラザール・ベルマンが「私より彼女のほうがショパンは上手い」と発言して注目を集めた。ショパンのほかに、スクリャービンやプロコフィエフの演奏も得意とした。CDは主にフィリップス・レーベルから発売されており、ショパンのピアノ協奏曲全曲、バラード、即興曲などの録音がある。
アンドラーシュ・シフ、ショシャナ・ルディアコフ（シュトゥットガルト音楽大学教授）、ジュリア・ジルバーキット、マキシム・モギレフスキー、 日本人ピアニスト の長島達也、ベトナム系アメリカ人ピアニストのクイン・グエンなどの弟子を世に送り出したことでも知られる。